# Live at last (Egdon Heath)
Live at last is het enige livealbum van de Friese band Egdon Heath.
Het laatste album daarvoor, Nebula, was in de ogen van de bandleden een succes. Toch besloten Mulder, Rappard en Wittevrongel (tevens oprichters) in 1999 een afscheidstournee te houden met een laatste concert in De Harmonie in Leeuwarden. Ze werden begeleid door een blazerssectie en Syb van der Ploeg was gastzanger. Het boekje kondigde een nieuw project aan, maar ze wisten nog niet hoe het verder moest.

## Musici
- Maurits Kalsbeek – zang, gitaar
- Jaap Mulder – toetsinstrumenten, achtergrondzang
- Wolf Rappard – toetsinstrumenten
- Aldo Adema – gitaren
- Marcel Copini – basgitaar, akoestische gitaar
- Valère Wittevrongel – drumstel, percussie

Met 
- Johan Kooitje, Renee Fennema – trompet
- Karel Veeneman – tenorsaxofoon
- Douwe-Jan Pol – baritonsaxofoon
- Syb van der Ploeg – zang (Hail to your heart)

## Muziek
| Nr. | Titel               | Duur |
| --- | ------------------- | ---- |
| 1.  | Peace of the brave  | 9:03 |
| 2.  | Gringo              | 6:09 |
| 3.  | No second Faust     | 7:41 |
| 4.  | Secret fence        | 4:57 |
| 5.  | Slightly in despair | 7:30 |
| 6.  | 1000 stories        | 8:33 |

| Nr. | Titel               | Duur  |
| --- | ------------------- | ----- |
| 1.  | Head in the sand    | 7:22  |
| 2.  | Hail to your heart  | 8:24  |
| 3.  | On a bench          | 7:52  |
| 4.  | Run for life        | 7:25  |
| 5.  | The killing silence | 18:14 |